# Hangen, trekken en vierendelen

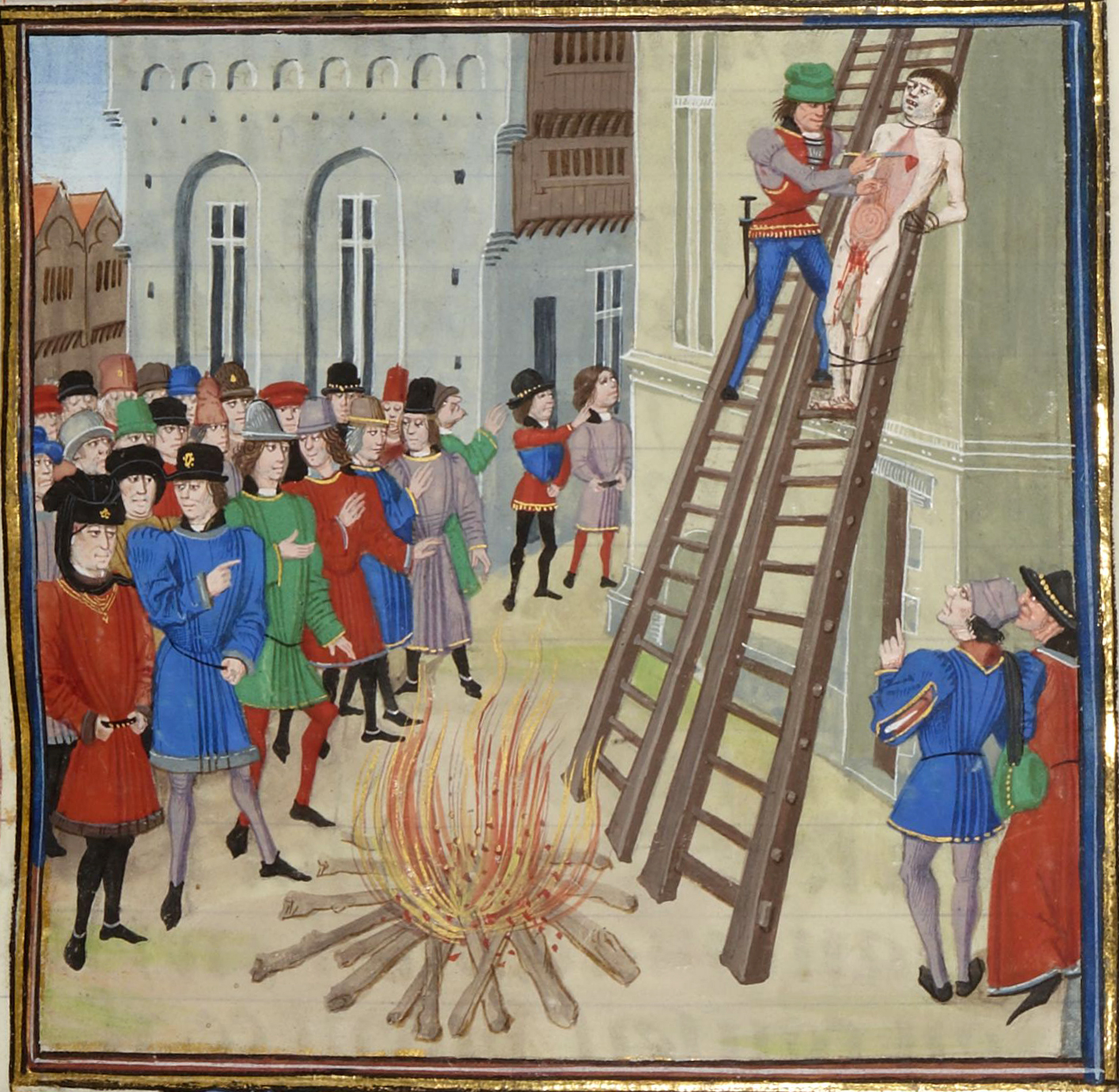
Ontdarming van Hugh le Despenser (1290-1326)

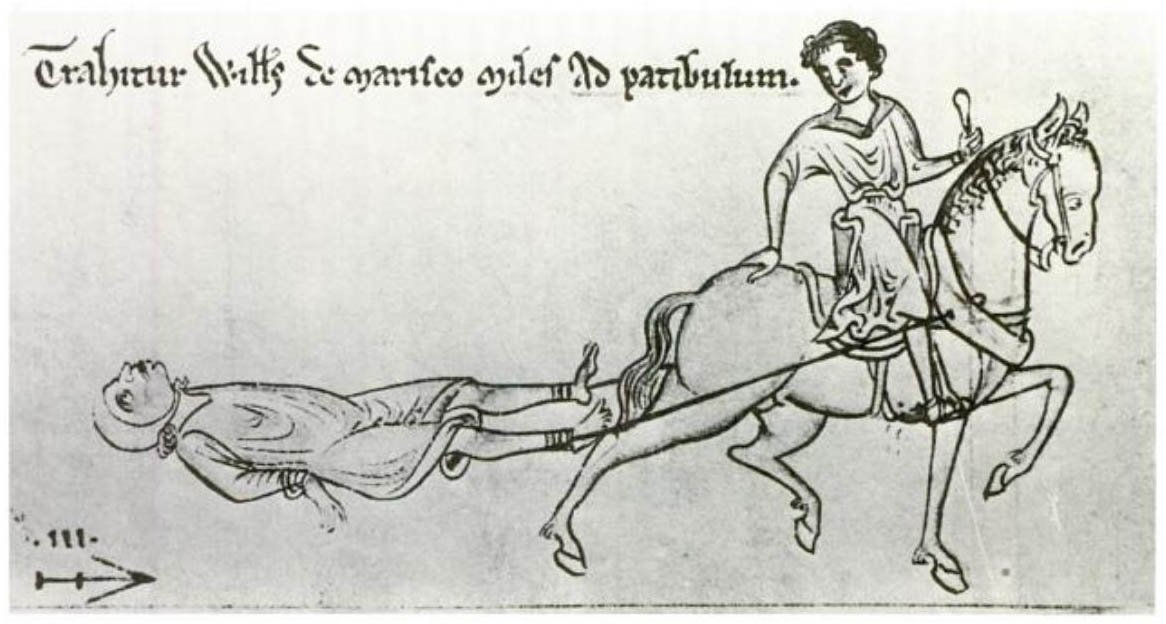
William de Marisco wordt in 1242 naar zijn terechtstelling getrokken

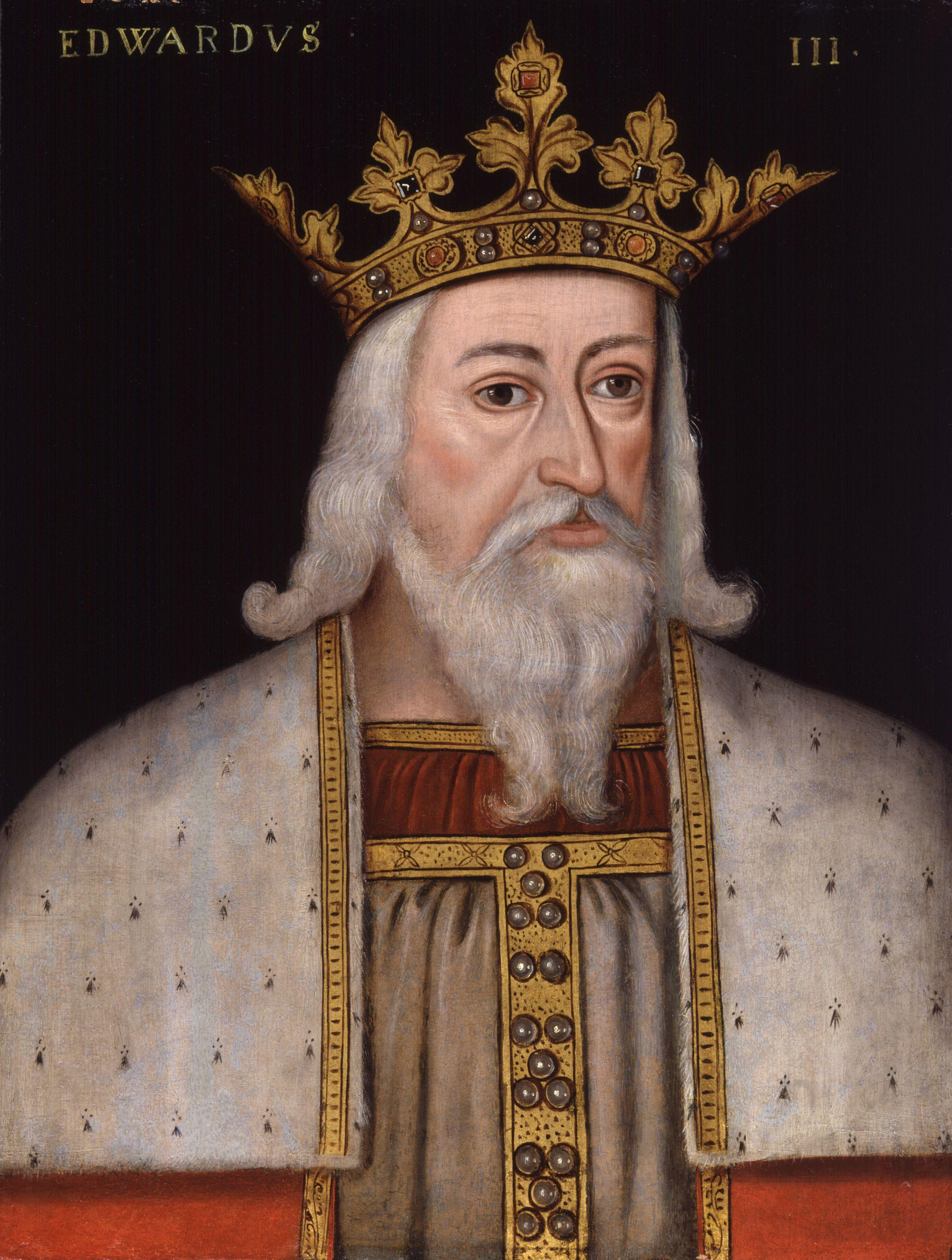
Eduard III van Engeland kondigde in 1351 de Treason Act 1351 af

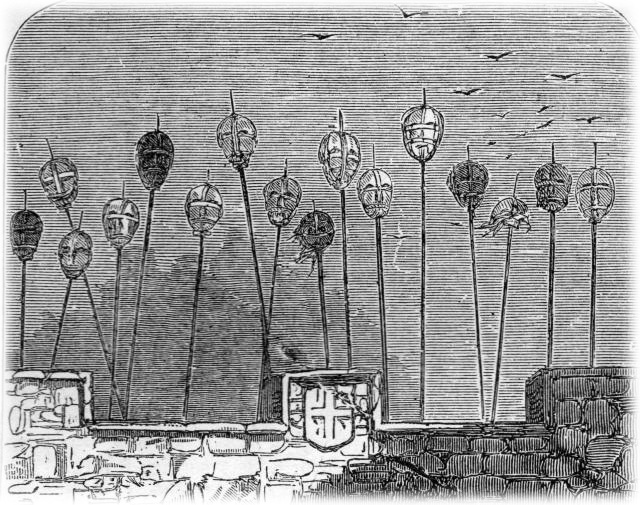
Hoofden van verraders op London Bridge

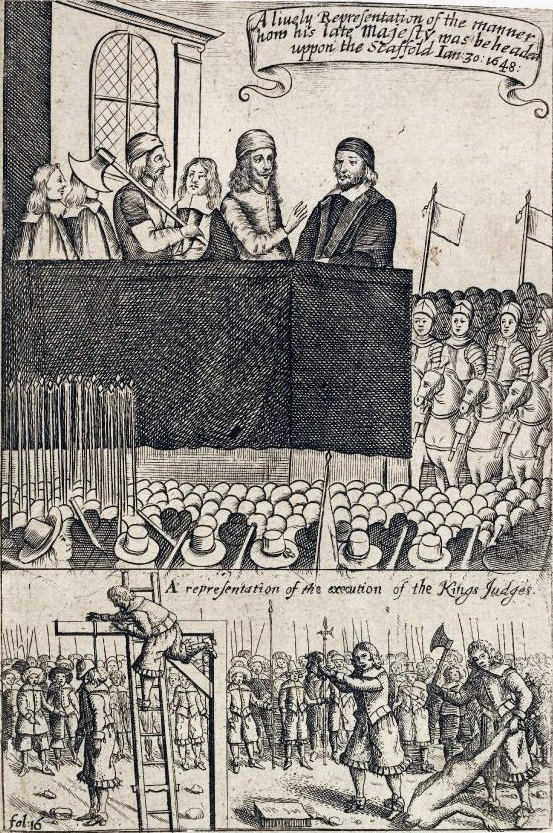
Boven: Karel I van Engeland wacht in 1649 op zijn onthoofding. Onder: een rechter van de koning wordt opgehangen en een andere gevierendeeld en zijn hoofd getoond aan het volk

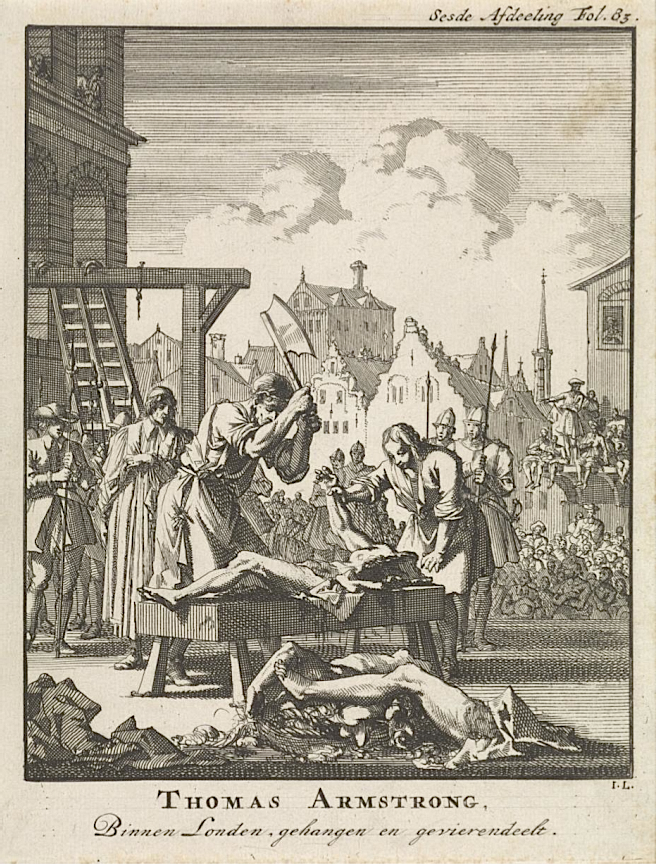
Vierendeling van Sir Thomas Armstrong in 1684

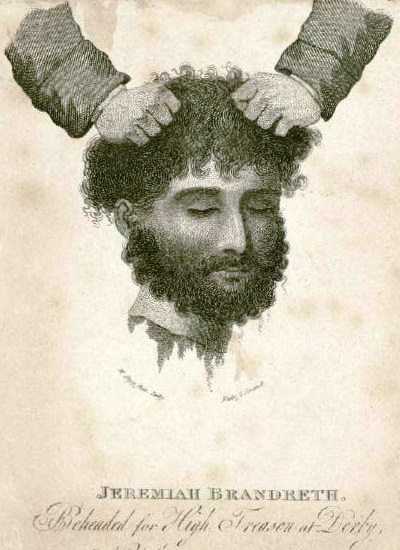
Het in 1817 afgehakte hoofd van Jeremiah Brandreth

Hangen, trekken en vierendelen of hanged, drawn and quartered was van 1351 tot 1870 de wettelijke straf in Engeland voor mannen schuldig bevonden aan hoogverraad.
Veroordeelden werden op een houten raamwerk gebonden en door een paard naar de plaats van terechtstelling getrokken. Daar werden ze opgehangen tot net voordat ze stierven, waarna ze werden gecastreerd en ontdarmd. Geslachtsdelen en ingewanden werden voor de ogen van de veroordeelde in een vuur geworpen. Het laatst werd het hart verwijderd en aan het publiek getoond. Daarna werd het nu levenloze lichaam onthoofd en gevierendeeld. De lichaamsdelen werden vervolgens als waarschuwing voor anderen tentoongesteld op diverse plaatsen door het land. Het hoofd werd op een staak gespietst en in London geplaatst op London Bridge.

## Begin
De straf werd al toegepast door Hendrik III van Engeland (1216 – 1272) en zijn opvolger Eduard I van Engeland (1272 – 1307).
Dafydd ap Gruffydd was de eerste edelman in Engeland die de straf onderging in 1283 nadat hij zich tegen de Koning had gekeerd en zichzelf had uitgeroepen tot Prins van Wales en Lord van Snowdon.
De Schotse opstandeling William Wallace onderging de straf in 1305 te Smithfield. Zijn hoofd werd op de London Bridge tentoongesteld en zijn kwartieren te Newcastle upon Tyne, Berwick-upon-Tweed, Stirling en Perth.
Over Hugh le Despenser (1290-1326) schreef Seymour Phillips:
“Alle goede mensen van het rijk groot en klein rijk en arm zagen Despenser als verrader en dief, waarvoor hij moest hangen. Als verrader moest hij getrokken en gevierendeeld worden en de kwartieren van zijn lijk verspreid over het koninkrijk. Als een misdadiger moest hij onthoofd worden; en om onenigheid te stichten tussen de Koning en de Koningin en de andere mensen van het koninkrijk moest hij ontdarmd worden en zijn ingewanden verbrand; uiteindelijk werd hij uitgeroepen tot verrader, tiran en misdadiger.”
Eduard III van Engeland kondigde in 1351 de Treason Act 1351 af, zodat de straf in de wet stond voor hoogverraad.

## Hoogverraad
De Engelse wet omschreef hoogverraad als volgt: “Veroorzaken of beramen van de dood van de Koning, de Koningin, de troonopvolger, verkrachting van de Koningin of de ongehuwde oudste dochter van de Koning of de echtgenote van de troonopvolger, oorlog voeren tegen de Koning in zijn rijk, steun geven aan vijanden van de Koning in zijn rijk, hulp en bijstand verstrekken aan die vijanden in het rijk of erbuiten, namaak van het grootzegel van het rijk of het privaatzegel van de Koning of de munten van de Koning, wetende nagemaakt geld invoeren, de Lord Chancellor, de Groot-schatbewaarder of een rechter van de Koning doden terwijl hij in functie is.”
De rechters konden dit naar eigen inzicht interpreteren.

## Veroordeling
Tot 1547 volstond één getuige, nadien twee.
De Privy Council of England ondervroeg de verdachten achter gesloten deuren en pas nadien werden ze openbaar berecht. De beschuldigde mocht geen getuigen oproepen en kreeg geen advocaat ter verdediging en gold al bij voorbaat als schuldig tot hij zijn onschuld kon bewijzen.
Eeuwenlang was iedereen die beschuldigd werd van hoogverraad in het nadeel op zijn proces.
In 1695 werd na politieke processen wegens hoogverraad tegen leden van de Whig Party de Treason Act 1695 gestemd waarbij de beschuldigde recht kreeg op een advocaat, getuigen mocht oproepen, het dossier tegen hem mocht inkijken en in het openbaar voor een jury moest verschijnen.
Na het doodvonnis werd de veroordeelde meestal nog enkele dagen voor zijn terechtstelling in de gevangenis gehouden.

## Verloop
Sir Herbert Maxwell, 7th Baronet: beschrijft de verspreiding van het gevierendeelde lijk van Dafydd ap Gruffydd:
“De rechterarm met de ring aan de vinger in York; de linkerarm in Bristol; het rechterbeen en de heup te Northampton; het linkerbeen te Hereford. Maar het hoofd van de schurk werd vastgebonden met ijzerdraad, zodat het niet uiteen zou vallen bij het rotten en het werd op een lange staak gezet tot spot door Londen.”
Edward Stafford, 3rd Duke of Buckingham werd op 17 mei 1521 terechtgesteld. Het vonnis luidde:
“gelegd op een raam en zo getrokken naar de plaats van terechtstelling, en daar gehangen worden, levend opengesneden, uw geslachtsdelen afgesneden worden en in het vuur geworpen, uw ingewanden voor u verbrand, uw hoofd afgehakt, uw lichaam gevierendeeld en verspreid volgens de wil van de Koning, en God zij uw ziel genadig”
In 1534 werd Elizabeth Barton, huismeid en non die een voortijdige dood van Hendrik VIII van Engeland had voorspeld, naar Tyburn getrokken, opgehangen en onthoofd. Haar hoofd werd op een brug gezet.
John Houghton zou in 1535 gebeden gepreveld hebben terwijl hij ontdarmd werd en op het laatst geroepen hebben: “Goede Jezus, wat zal u doen met mijn hart?”
In 1566 schreef Josephus Justus Scaliger dat er veel hoofden op London Bridge stonden, als masten op een schip en erboven kwartieren van menselijke lijken.
John Munday was in 1582 aanwezig bij de terechtstelling van Thomas Ford.
In 1584 trok de beul de darmen van Richard Gwyn beetje bij beetje uit langs een kleine insnijding in diens onderbuik.
De priester James Bell moest in 1584 eerst toezien op de terechtstelling van zijn gezel John Finch voor hij zelf aan de beurt was. Edward James en Francis Edwardes moesten in 1588 eerst de terechtstelling van Ralph Crockett bijwonen voor ze zelf aan de beurt waren.
De priester Thomas Prichard was nauwelijks in leven toen hij in 1587 de galg bereikte.
In 1588 sprak de katholieke priester William Dean ongepaste woorden tot het publiek en hem werd meteen de mond gesnoerd.
Richard Topcliffe vroeg in 1591 aan Edmund Gennings om zijn verraad te bekennen en die antwoordde: “als de mis opdienen verraad is, beken ik het gedaan te hebben en ben ik er trots op.” Topcliffe deed hem het zwijgen opleggen.
De priester John Payne stierf al bij het hangen toen mannen aan zijn benen trokken.
William Hacket werd in 1591 tijdig losgesneden van de galg voor ontdarming en castratie.
In 1602 benadrukte Hertog Barnim X van Pommeren de afschrikwekkende aard van de lijkstukken “bij het einde van de brug, aan de kant van de voorstad, waren de hoofden van dertig mannen op staken gestoken die verraad tegen de Koningin hadden gepleegd.”
Bij zijn terechtstelling in januari 1606 voor het Buskruitverraad sprong Guy Fawkes van de galg en brak zijn nek.
Generaal-majoor Thomas Harrison werd in oktober 1660 verschillende minuten opgehangen en voordat hij ontdarmd zou worden trapte hij zijn beul, waarop die hem snel onthoofdde. Zijn vonnis luidde:
“Dat u geleid wordt naar de plaats waar u vandaan kwam, en van daar op een raam getrokken naar de plaats van terechtstelling, en dan zal u gehangen worden aan de nek en, levend, zal opengesneden worden, en uw geslachtsorganen zullen afgesneden worden, en uw ingewanden uit uw lichaam genomen worden en, terwijl u leeft, zullen die voor uw ogen verbrand worden, en uw hoofd zal afgehakt worden, uw lichaam verdeeld in vier kwartieren, en hoofd en kwartieren zullen tentoon gesteld worden naar wens van de Koning. En God zij uw ziel genadig.”
Bij John Cooke werden op 16 oktober 1660 de darmen uit zijn anus getrokken, terwijl Hugh Peter erop toe keek voordat hij zelf aan de beurt was. Na hun terechtstelling schreef John Evelyn:
“Ik zag de terechtstelling niet, maar zag hun kwartieren, verminkt, gesneden en stinkend terwijl ze van de galg in manden naar de kar gebracht werden.”
De straf gold ook in de Britse kolonies. De kolonist Joshua Tefft onderging de straf in januari 1676 omdat hij samen met de Narragansett had gevochten in de Great Swamp Fight.
Een ets van de vierendeling van Sir Thomas Armstrong in 1684 toont hoe de beul verticaal snijdt door de wervelkolom om de benen te verwijderen bij de heup.
Het gebruik van London Bridge eindigde in 1678 toen William Staley slachtoffer werd van een verzonnen Popish Plot. Zijn kwartieren werden aan zijn verwanten gegeven en ze hielden een grote begrafenisplechtigheid. Dit ergerde de lijkschouwer en hij liet het lijk opgraven en op de stadspoorten tentoonstellen.
Een ander slachtoffer van de Popish Plot was Oliver Plunkett, Aartsbisschop van Armagh, die te Tyburn terechtgesteld werd in juli 1681. De beul werd omgekocht om zijn lichaamsdelen niet te verbranden. Zijn hoofd is nu tentoongesteld in St. Peter's Roman Catholic Church te Drogheda.
Francis Towneley en andere Jakobieten betrokken bij de Jakobitische opstand van 1745 werden terechtgesteld, maar de beul doodde hen al voor hij ze ontdarmde.
De Franse spion François Henri de la Motte werd in 1781 een uur gehangen voordat zijn hart werd uitgesneden en verbrand.
In 1782 werd David Tyrie opgehangen, onthoofd en gevierendeeld te Portsmouth. De menigte van 20 000 man vocht om zijn lichaamsdelen.
In 1803 werd Edward Despard met zes samenzweerders van de Despard Plot terechtgesteld bij Horsemonger Lane Gaol met 20 000 man publiek.

## Vrouwen
De straf gold enkel voor mannen. Vrouwen die schuldig waren bevonden aan hoogverraad werden omwille van zedigheid veroordeeld tot de brandstapel.
Bij de verbranding van Isabella Condon in 1779 en Phoebe Harris in 1786 dikten de aanwezige sheriffs hun onkosten aan, volgens Simon Devereaux omdat ze ontstemd waren over het feit dat ze verplicht waren zo een spektakel bij te wonen. Het lot van Harris zette William Wilberforce aan tot een wetsvoorstel om de praktijk af te schaffen, maar omdat zijn voorstel lijkenpikkerij op andere misdadigers dan moordenaars zou toelaten, verwierp het House of Lords zijn wetsvoorstel.
De moordenares Catherine Hayes in 1726 en de valsmuntster Catherine Murphy in 1789 stierven niet door voorafgaande ophanging, maar in de vlammen van de brandstapel.
Sir Benjamin Hammett noemde dit “een woest overblijfsel van de Noormannen” en liet de
Treason Act 1790 stemmen waarbij vrouwen schuldig aan verraad enkel opgehangen werden.

## Afschaffing
Als vertegenwoordiger voor Queensborough in 1806 herzag Samuel Romilly “Onze bloeddorstige en barbaarse strafwet, geschreven met bloed.”
De Treason Act 1814 van Samuel Romilly was beïnvloed door zijn vriend Jeremy Bentham. Romilly had lang geargumenteerd dat de strafwet moest dienen om misdadig gedrag te beteugelen en dat de Engelse wet niet afschrikkend werkte, maar door haar strengheid verantwoordelijk was voor een toename van misdaad.
Hij liet de doodstraf afschaffen voor diefstal en landloperij.
In 1814 veranderde hij de straf voor verraad naar ophanging.
Jeremiah Brandreth die de opstand Pentrich rising van 100 man leidde, werd in 1817 een uur opgehangen te Derby Gaol. Daarna werd hij op aandrang van George IV van het Verenigd Koninkrijk onthoofd met een bijl. De plaatselijke mijnwerker die moest onthoofden, slaagde er niet in na twee houwen met de bijl en moest het hoofd van de romp scheiden met een mes.
Toen hij het hoofd omhoog hield reageerde het volk met afschuw en vluchtte weg.
In 1820 werden vijf man van de Cato Street Conspiracy opgehangen en dan door een chirurg onthoofd in Newgate Prison. Het volk was woedend en de beulen moesten vluchten.
Premier John Russell schrapte veel halsmisdaden uit het strafrecht.
Onder Robert Peel werd hoogverraad afgeschaft in de Offences against the Person Act 1828 en gelijkgesteld met moord.
In november 1839 werd na de Chartistische Newport Rising de straf uitgesproken.
De Royal Commission on Capital Punishment 1864-1866 beval aan, om de wet op hoogverraad niet te wijzigen, omdat de meer genadige Treason Felony Act 1848 de meeste daden van verraad strafte met dwangarbeid.
Minister van Binnenlandse Zaken Spencer Horatio Walpole zei de commissie dat de terechtstellingen “demoraliserend geworden waren, zodat ze geen goed effect hadden maar de trend om de publieke opinie te brutaliseren in plaats van misdadigers af te schrikken om misdaden te plegen.”
De commissie beval aan om terechtstellingen achter gesloten deuren te voltrekken in de gevangenis weg van het publiek onder omstandigheden die misbruik voorkomen en die het publiek verzekeren dat de wet is nageleefd.
De publieke terechtstellingen hielden twee jaar later op met de Capital Punishment Amendment Act 1868 ingevoerd door minister van binnenlandse zaken Gathorne Hardy. Een amendement om de doodstraf helemaal af te schaffen werd met 127 tegen 23 weggestemd.
Hangen, trekken en vierendelen werd afgeschaft met de Forfeiture Act 1870 van de liberale politicus Sir Charles Forster, 1st Baronet. Een eerste poging in 1864 was door beide kamers geraakt, maar niet geslaagd door de val van de regering.
Hierbij werd ook de verbeurdverklaring van de grond en bezittingen van de misdadiger opgeheven, waarbij zijn familie arm achterbleef.
De straf voor verraad werd beperkt tot enkel ophanging.
De Koning hield wel het recht om ophanging te vervangen door onthoofding.
De doodstraf voor verraad werd afgeschaft door de Crime and Disorder Act 1998, waardoor het Verenigd Koninkrijk in 1999 kon toetreden tot het Europees Verdrag voor de Rechten van de Mens.